# Schwadernau
Schwadernau is een gemeente en plaats in het Zwitserse kanton Bern, en maakt deel uit van het district Biel/Bienne.
Schwadernau telt 673 inwoners.

## Geboren in Schwadernau
- Rudolf Gnägi (1917-1985), politicus; bondspresident in 1971 en 1976